# Асена Сербезова
Асена Сербезова е българска фармацевтка и политик.

## Биография
Асена Сербезова е родена на 30 март 1973 г.
През 1996 г. се дипломира се във Фармацевтичния факултет на Медицинския университет в София. Защитава дисертация и придобива образователна и научна степен доктор в областта на социалната медицина и организация на здравеопазването и фармацията през 2007 г., а през 2023 г. защитава дисертация за доктор на науките. Притежава магистърска степен по здравен мениджмънт и обществено здраве от МУ–София и магистърска степен по здравна политика и фармакоикономика от Barcelona School of Management към Univeristat Pompeu Fabra в Барселона, Испания.
През 2019 г. завършва магистратура по психология във Великотърновския университет. Има три специалности: организация и икономика на аптечната и дистрибуторската практика, организация и икономика на фармацевтичното производство и клинична фармация. Професор в Катедрата по здравна политика и мениджмънт, Факултет по обществено здраве при МУ–София.
Има над 20 години опит в лекарствения сектор, заемайки различни позиции в представителства на производители на лекарства, дистрибутори и договорни изследователски организации за клинични изпитвания. Одитор по европейски стандарти за добри практики във фармацевтичния сектор.
Между юли 2014 г. и август 2018 г. е изпълнителен директор на Изпълнителната агенция по лекарствата към Министерството на здравеопазването. Била е член на Управителния борд на Европейската агенция по лекарствата и член на Комисията за оценка на здравните технологии. От февруари 2020 г. до декември 2021 г. е председател на Управителния съвет на Българския фармацевтичен съюз.
На 13 декември 2021 г. е назначена за министър на здравеопазването в правителството на Кирил Петков.
Владее английски и руски език. Омъжена, с две деца от предишни бракове.